# The Hardship Post
The Hardship Post – kanadyjski zespół indie rockowy założony w St. John’s, a następnie działający w mieście Halifax. Miał podpisany kontrakt z wytwórnią Murderecords, a następnie z Sub Pop.

## Dyskografia
- 1993:  Mood Ring
- 1993:  Hack (EP)
- 1994:  Why Don't You and I Smooth Things Over (7" single)

### Albumy studyjne
- 1995:  Somebody Spoke